# Everything (Arashi)
Everything è un brano musicale del gruppo musicale giapponese Arashi, pubblicato come loro ventisettesimo singolo il 1º luglio 2009. Il brano è incluso nell'album Boku no Miteiru Fūkei, dodicesimo lavoro del gruppo. Il singolo ha raggiunto la prima posizione della classifica Oricon dei singoli più venduti in Giappone, vendendo 431.797. Il singolo è stato certificato disco di platino.

## Tracce
CD JACA-5177
1. Everything
2. season
3. Everything (Original Karaoke)
4. season (Original Karaoke)

## Classifiche
| Classifica (2009) | Posizione più alta |
| ----------------- | ------------------ |
| Giappone          | 1                  |